# Ursula Koch (Politikerin)

Ursula Koch (1986)

Ursula Koch (* 1. Juli 1941 als Ursula Pomeranz in Zürich; heimatberechtigt ebenda) ist eine bis im Jahr 2000 aktive Schweizer Politikerin (SP).

## Biografie
Ursula Koch wurde 1941 in Zürich in eine staatenlose jüdische Familie geboren. Sie wuchs in Stäfa auf, studierte Chemie an der Universität Zürich und wurde 1976 promoviert. In ihrer Forschungstätigkeit beschäftigte sie sich mit katalytischen sowie photochemischen Cyclisierungsreaktionen.
Von 1979 bis 1986 gehörte Koch dem Zürcher Kantonsrat an. Von 1986 bis 1998 war sie Zürcher Stadträtin und Vorsteherin des Hochbaudepartements. Dabei widersetzte sie sich der Öffnung der früheren Industriezonen für Büronutzungen. Sie verkündete bei ihrem Amtsantritt: «Die Stadt ist gebaut. Sie muss nicht neu-, sondern umgebaut werden.»
Im Juni 1997 setzte sich Koch gegen den vom Parteiestablishment favorisierten Andrea Hämmerle durch und wurde als erste Frau zur Präsidentin der Sozialdemokratischen Partei gewählt, in Nachfolge von Peter Bodenmann. Bei den Wahlen im Herbst 1999 wurde sie in den Nationalrat gewählt. Am 15. April 2000 gab sie das SP-Präsidium und ihren Nationalratssitz aufgrund massiven parteiinternen Drucks und aus gesundheitlichen Gründen ab. Seither entzieht sie sich der Öffentlichkeit.
Von 1979 bis 1986 war Ursula Koch Geschäftsführerin der «Schweizerischen Energiestiftung» (SES) und in dieser Eigenschaft war sie auch Präsidentin des Initiativkomitees «Für eine Zukunft ohne weitere Atomkraftwerke» und «Für eine sichere, sparsame und umweltgerechte Energieversorgung». Beide Initiativen wurden am 23. September 1984 mit knapper Mehrheit vom Volk und mit deutlicher Mehrheit von den Ständen abgelehnt.
1981 nahm Koch an einer Sendung der österreichischen Fernseh-Diskussionsrunde Club 2 mit dem Titel «Strahlende Zukunft» teil. Dabei referierte der ungarisch-amerikanische Physiker Edward Teller – der als „Vater der Wasserstoffbombe“ geladen war – so technokratisch und kalt über die Explosionswirkung der damals vieldiskutierten Neutronenbombe auf Menschen, dass Koch während der Live-Diskussion stumm zu weinen begann. Der Spiegel bezeichnete Tellers Auftreten später als das eines «düsteren Jahve». Nach späteren Angaben eines der Redaktoren war Koch extra als Gast eingeladen worden, weil sie als stabil im Angesicht von Tellers Ausführungen eingeschätzt worden war, auch wenn «Schreckliches käme».
Ursula Koch heiratete im Jahr 2000 ihren langjährigen Lebenspartner.

## Werke
- Ursula Koch-Pomeranz: 1. Photochemische Cyclisierung von Allyl-anisolen und C-Allyl-anilinen; 2. Die durch Silberionen katalysierte Umlagerung von Propargylphenyläthern. Dissertation, Universität Zürich, 1976.
- Ursula Koch-Pomeranz, Hans-Jürgen Hansen, Hans Schmid: Die durch Silberionen katalysierte Umlagerung von Propargyl-phenyläther. In: Helvetica Chimica Acta, 56(8), 1973,  S. 2981.
- Ursula Koch-Pomeranz, Hans-Jürgen Hansen, Hans Schmid: Photochemical Cyclization of Allylated Anisole and N-Alkyl Aniline Derivatives. In: Helvetica Chimica Acta,  58(1), 1975, S. 178.
- Ursula Koch-Pomeranz, Hans Schmid, Hans-Jürgen Hansen: Photochemische Cyclisierung von o-, m-, p-Allylanisolen und o-Allylanilinen. In: Helvetica Chimica Acta, 60(3), 1977, S. 768.
- Michael Kohn, Ursula Koch: Titanic oder Arche Noah. Gespräche zu Energie, Technik und Gesellschaft. Hrsg. von Patrizia N. Franchini und Suzanne Kappeler. Rauhreif-Verlag, Zürich 1987, ISBN 3-907764-07-2.